# Václav Chalupa
Václav Chalupa (født 7. december 1967 i Jindřichův Hradec) er en tjekkisk tidligere roer, der i en årrække repræsenterede både Tjekkoslovakiet og Tjekkiet i internationale konkurrencer.

## Rokarriere
Chalupa markerede sig første gang på den internationale scene, da han i 1985 vandt VM-bronze for juniorer i dobbeltsculler. Som senior deltog han for Tjekkoslovakiet ved OL 1988 i Seoul, hvor han var med i den dobbeltfireren, der blev nummer 11. Derpå skiftede han til singlesculler og vandt VM-sølv i denne i 1989, 1990 og 1991. Ved OL 1992 i Barcelona stillede han op som en af favoritterne samme med tyske Thomas Lange, der havde vundet to af de verdensmesterskaber, som Chalupa havde fået sølv ved. Disse to vandt da også hver deres indledende heat, hvorpå de mødtes i det ene semifinaleheat, hvor Lange sejrede komfortabelt. Finalen blev det ventede opgør mellem de to igen, og efter at have ligget tæt gennem det meste af løbet trak Lange fra til sidst og vandt guldet ret sikkert, mens Chalupa fik sølv og polske Kajetan Broniewski bronze.
I 1993 vandt Chalupa endnu en VM-sølvmedalje (nu og fremover repræsenterede han Tjekkiet efter Tjekkoslovakiets opløsning), mens det i 1995 blev til VM-bronze. Ved OL 1996 i Atlanta, hvor han var tjekkisk flagbærer ved åbningsceremonien, blev han nummer fem, et resultat han også fik ved VM i 1997, inden VM i 1998 indbragte endnu en VM-medalje, denne gang bronze, mens VM i 1999 gav en fjerdeplads. Ved OL 2000 i Sydney måtte han nøjes med en 11. plads, men han kunne stadig gøre sig bemærket, hvilket han viste ved at hente endnu en bronzemedalje ved VM i 2001, mens han blev nummer fire ved VM i både 2002 og 2003. Ved OL 2004 måtte han nøjes med en ottendeplads.
Mod slutningen af sin karriere roede han også andre bådtyper og var i 2007 ved EM med til at vinde guld i otteren for Tjekkiet. Hans sidste OL blev i 2008 i Beijing, hvor han i toer uden styrmand var med til at blive nummer otte, mens han i 2009 ved VM roede toer med styrmand og her hentede en sølvmedalje.

## Familie
Chalupa er søn af Václav Chalupa, der som sønnen også var roer og deltog i to olympiske lege i 1960'erne.

## OL-medaljer
- 1992:  Sølv i singlesculler